# Jamal Al-Qabendi
Jamal Al-Qabendi (7. dubna 1959 Kuvajt – 13. dubna 2021) byl kuvajtský fotbalový obránce. Zemřel 13. dubna 2021 ve věku 62 let na cukrovku.

## Fotbalová kariéra
Byl členem kuvajtské reprezentace na Mistrovství světa ve fotbale 1982, ale v utkání nenastoupil a zůstal mezi náhradníky. Za reprezentaci Kuvajtu nastoupil v letech 1979–1990 v 131 utkáních a dal 3 góly. Na klubové úrovni hrál za kuvajtský tým Kazma SC, se kterým získal 1986 a 1987 mistrovský titul a v letech 1982, 1984 a 1990 pohár. Byl členem reprezentace Kuvajtu na LOH 1980, nastoupil ve 3 utkáních.